# Kavanoz Ahmed Pascià
Kavanoz Ahmed Pascià (Trebisonda, ... – Lepanto, 1705) è stato un politico ottomano di origine russa, fu Gran Visir fra il 22 Agosto ed il 17 Novembre 1703.
Aveva una corporatura bassa e robusta, che gli diede l'epiteto di Kavanoz che in Turco significa vaso.
Divenne visir durante il regno del sultano Mustafa II e prestò servizio come governatore di Sidone. Nel 1703 era a Costantinopoli, dove scoppiò una grande rivolta, durante la quale Mustafa fu estromesso dal potere. I ribelli nominarono Kavanoz Ahmed Gran Visir. Prestò servizio per soli 88 giorni, dopodiché fu sostituito da Damat Hasan Pascià.
Come da tradizione dell'Impero ottomano, l'ex Gran Visir fu allontanato da Costantinopoli e nominato sanjak-bey del Sangiaccato di Lepanto, morì in questa veste nel 1705.